# Amfreville-la-Campagne
Amfreville-la-Campagne is een plaats en voormalige gemeente in het Franse departement Eure (regio Normandië) en telt 873 inwoners (1999). De plaats maakt deel uit van het arrondissement Bernay. Amfreville-la-Campagne is op 1 januari 2016 gefuseerd met Saint-Amand-des-Hautes-Terres tot de gemeente Amfreville-Saint-Amand.

## Geografie
De oppervlakte van Amfreville-la-Campagne bedraagt 6,6 km², de bevolkingsdichtheid is 132,3 inwoners per km².
De onderstaande kaart toont de ligging van Amfreville-la-Campagne met de belangrijkste infrastructuur en aangrenzende gemeenten.

## Demografie
Onderstaande figuur toont het verloop van het inwonertal (bron: INSEE-tellingen).